# 红花
红花（学名：Carthamus tinctorius）属菊科植物。原产于亚洲和非洲地区，在埃及已有四千年栽培历史。如今在全球都有栽培，其中印度栽培规模最大。

## 名称
红花又称红蓝、黄蓝，菊科红花属。这种花不宜与番红花相混淆。
红花古称“烟支”、“燕支”、“胭脂”等，原产于西域。匈奴人认为妻妾如红花般可爱，因此称之为阏氏。古时胭脂山（今甘肃省永昌县、山丹县之间）盛产红花，汉武帝时大将霍去病夺下曾为匈奴占领的焉支山，使匈奴人“妇女无颜色”。

## 形态
一年生直立草本植物，高可达90厘米。叶为卵形或卵状披针形，边缘有针刺，先端尖锐；头状花序顶生，两性管状花，花初开为黄色，后转为橘红色。

## 用途
花晒干之后可作红色染料（红花苷）或胭脂。春季初生的红花幼苗可作蔬菜食用，称之为“红花菜”。种子可榨油。花晒干可作药用，称为“红蓝花”。

### 药用

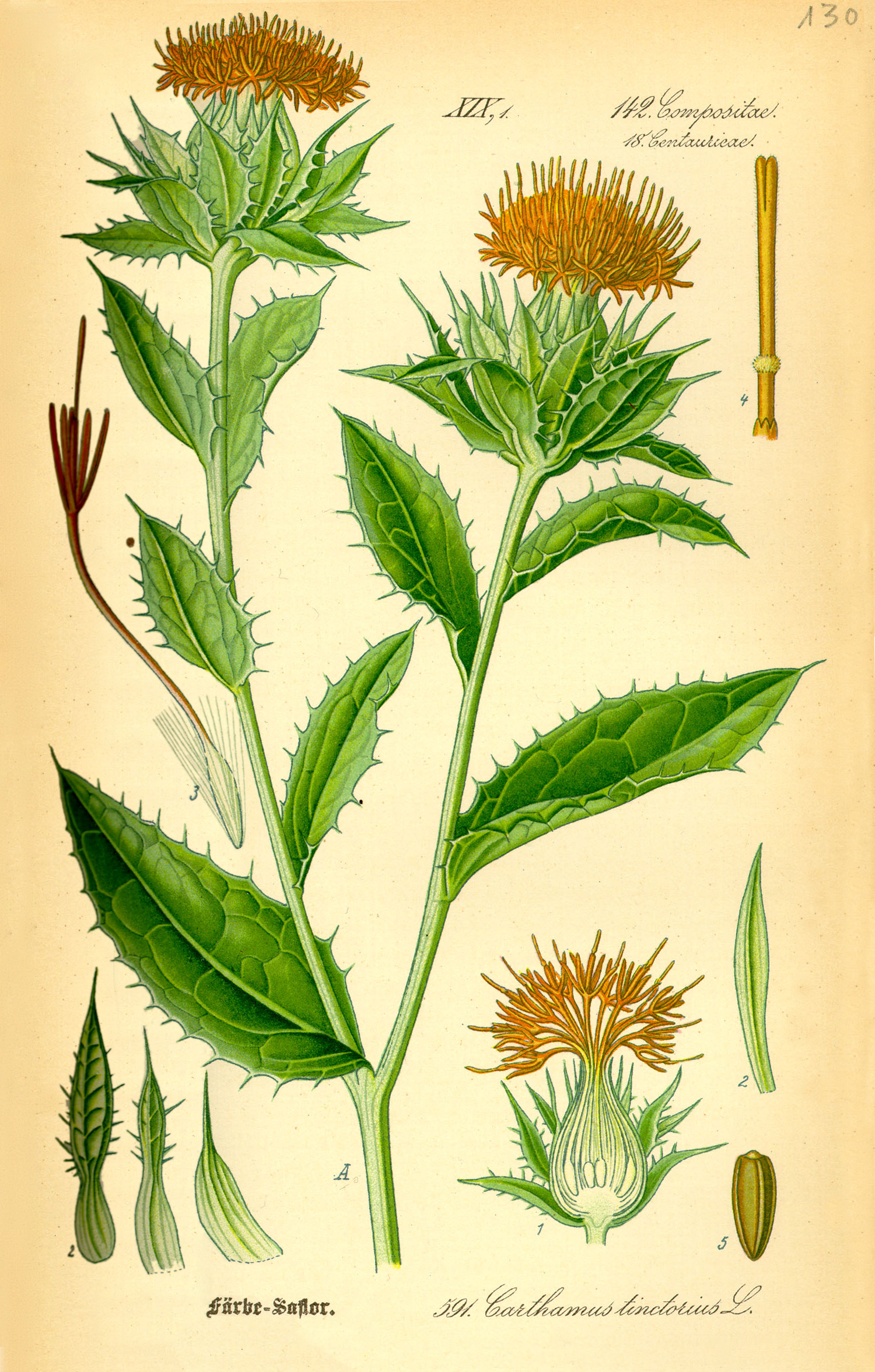
Carthamus tinctorius

红花晒干后可作中药使用，性温，味辛，归心、肝经，功能活血通经、祛瘀止痛。用于痛经、闭经、产后瘀滞、跌打损伤、癥瘕积聚及斑疹。孕妇禁用。

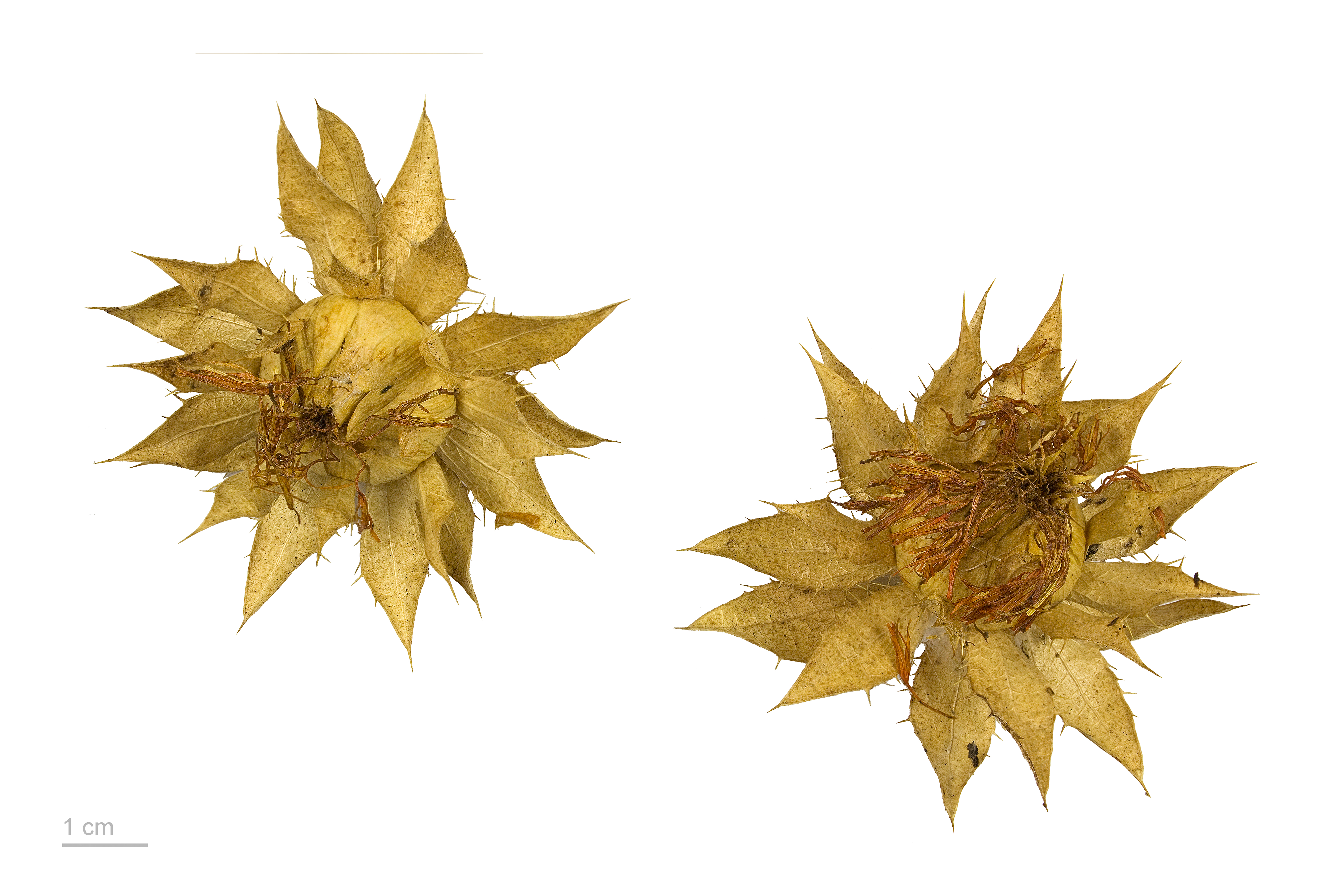
Carthamus tinctorius